# 1776

## أحداث
- تأسيس مدينة هينولا وتقع حاليا في فنلندا.
- تأسيس مدينة غواتيمالا العاصمة وتقع حاليا في غواتيمالا.
- 29 يونيو: تأسيس مدينة سان فرانسيسكو وتقع حاليا في الولايات المتحدة.
- 4 يوليو - استقلال الولايات الأمريكية المتحدة من المملكة المتحدة.

## مواليد
- أميديو أفوجادرو
- الليدي هستر ستانهوب
- جون فيلهلم رايتر
- جون كونستابل
- خسرو محمد باشا

## وفيات
- برناردينو دروفيتي
- ديفيد هيوم
- صباح الأول بن جابر الصباح
- محمد الورغي - كاتب، شاعر وفقيه مغربي